# Tương Tây
Châu tự trị dân tộc Thổ Gia, dân tộc Miêu Tương Tây (tiếng Trung: 湘西土家族苗族自治州; Hán-Việt: Tương Tây Thổ Gia tộc Miêu tộc tự trị châu; bính âm: Xiāngxī Tǔjiāzú Miáozú Zìzhìzhōu; Tiếng Thổ Gia: Xianxxix bifzivkar befkar zifzifzoux; Tiếng Xông: Xangdxid tutjadcul maolcul zibzhibzhoud) là một châu tự trị của Cộng hòa Nhân dân Trung Hoa, nằm ở phía tây tỉnh Hồ Nam.
Châu này giáp thành phố Trương Gia Giới ở phía đông bắc, thành phố Hoài Hoa ở phía đông nam, thành phố Đồng Nhân, tỉnh Quý Châu về phía tây nam, phía tây giáp thành phố Trùng Khánh và châu tự trị Ân Thi của tỉnh Hồ Bắc về phía tây bắc. Ngoài ra còn nằm giữa khu vực nối tiếp của núi Vũ Lăng (武陵山) và cao nguyên Vân Quý (云贵高原), có những lưu vực nhỏ và thung lũng dọc theo bờ sông, mạch chính núi Vũ Lăng kéo dài ở khoảng giữa, hiện ra hướng đông bắc-tây nam, Phía đông nam thuộc về khu gò đồi núi thung lũng sông Nguyên Giang, lãnh thổ karst tan phân bố rộng rãi. Vũ Thủy là nhánh của sông Nguyên Giang, Dậu Thủy là dòng sông chính. Thủ phủ của châu tự trị là ở thành phố Cát Thủ.

## Phân cấp hành chính
- Thành phố cấp huyện Cát Thủ - thủ phủ
- Lô Khê
- Phượng Hoàng
- Cổ Trượng
- Hoa Viên
- Bảo Tĩnh
- Vĩnh Thuận
- Long Sơn